# Pilotrichum heteromallum
Pilotrichum heteromallum là một loài rêu trong họ Pilotrichaceae. Loài này được (Hedw.) Fürnr. mô tả khoa học đầu tiên năm 1827.